# Пол Аделстин
Пол Аделстин (енгл. Paul Adelstein; Чикаго, 29. април 1969) амерички је глумац. Аделстин је постао познат по улози агента тајне службе Пола Келермана у америчкој серији Бекство из затвора. Играо је улогу Купера у серији Private Practice, а наступао је и у серији Grey's Anatomy.
Аделстин је рођен у Чикагу 1969. године. Студирао је на колеџу Баудојн где је био члан братства Фи бета капа. Глумачку каријеру је започео наступима у позоришту. Сарађивао је са New Crime Productions, продуцентском кућом у власништву америчког глумца Џона Кјузака.
Први филмски наступ Аделстин је имао 1990. у филму The Grifters (са Џоном Кјузаком). Аделстинов други наступ је био 1997. у филму Peoria Babylon.
Од новембра 2006. Аделстин је ожењен са Лизом Вајл.